# Supercoupe d'Espagne de football 2000
Navigation
Supercoupe d'Espagne 1999 Supercoupe d'Espagne 2001
La Supercoupe d'Espagne 2000 (en espagnol : Supercopa de España 2000) est la quinzième édition de la Supercoupe d'Espagne, épreuve qui oppose le champion d'Espagne au vainqueur de la Coupe du Roi. Disputée en match aller-retour les 20 août 2000 et 27 août 2000, l'épreuve est remportée par le Deportivo La Corogne aux dépens du RCD Espanyol sur le score cumulé de 2 à 0.
Il s'agit du deuxième titre du Deportivo La Corogne dans cette compétition. 

## Compétition
| Vainqueur Coupe | Aller | Score | Retour | Champion en titre    |
| --------------- | ----- | ----- | ------ | -------------------- |
| RCD Espanyol    | 0 - 0 | 0 - 2 | 0 - 2  | Deportivo La Corogne |